# Жагуарипи
Жагуарипи (порт. Jaguaripe) — муниципалитет в Бразилии, входит в штат Баия. Составная часть мезорегиона Агломерация Салвадор. Входит в экономико-статистический микрорегион Санту-Антониу-ди-Жезус. Население составляет 13 371 человек на 2006 год. Занимает площадь 891,345 км². Плотность населения — 15,0 чел./км².

## Статистика
- Валовой внутренний продукт на 2003 год составляет 28 468 367,00 реалов (данные: Бразильский институт географии и статистики).
- Валовой внутренний продукт на душу населения на 2003 год составляет 2634,01 реала (данные: Бразильский институт географии и статистики).
- Индекс развития человеческого потенциала на 2000 год составляет 0,604 (данные: Программа развития ООН).